# Mézes Violetta
Mézes Violetta (Győr, 1955. augusztus 27. –) magyar színművésznő.

## Életpályája
Édesanyja, Egervári Klára, édesapja Puskás Tibor színészek. A Nemzeti Színház stúdiójában tanult, majd az Állami Déryné Színház tagja lett (1974-1976). 1976-1980 között a békéscsabai Jókai Színház, 1980-1986 között a kecskeméti Katona József Színház tagja volt. 1986 óta, kisebb megszakítással (2010-2012 között a székesfehérvári Vörösmarty Színház színésznője volt) a Győri Nemzeti Színház tagja.

## Fontosabb színházi szerepei
- Hedry Mária - Móczár Bence: EternalGames - A végtelen játékai... Matilda nagyi; Fekete boszorkány
- Kszel Attila: Tűzön-vízen át... Megyeri Sára, Aranny édesanyja; Királyné
- Jean-Claude Mourlevatː Jakabak... Nagymama, öregecske
- Dér Andrásː Mindenkinek mindene... Pimeczné
- Olt Tamás: Minden jegy elkelt... Kerék Margit
- Kszel Attila: Eleven népmesék... Póli, bagoly néni
- Ken Ludwig: A hőstenor... Julia Leverett, elnökjelölt
- Szilágyi Andor: Leánder és Lenszirom... Bölömbér kerálné
- David Seidler: A király beszéde... Myrtle, Lionel Logue felesége
- Antoine de Saint- Exupéry: A kis herceg... A róka
- Heltai Jenő: A tündérlaki lányok... Malvin néni
- Kszel Attila: Mágusok és varázslók... Totál Jolánka, népszerű spiritiszta
- Agatha Christie: A vád tanúja... Janet MacKenzie
- Szabó Magda: Abigél... Truth Gertrúd, tornatanár
- Schwajda György: Csoda... Bíborka
- Békés Pál-Várkonyi Mátyás: Félőlény... Rakonc
- Tracy Letts: Augusztus Oklahomában... Mattie Fae Aiken
- Carroll-Erdeős-Szemenyei: Alice Csodaországban... Borsos Hercegnő
- Ludwig: Primadonnák... Florence néni
- Kszel Attila: Az ember komédiája... Gábriel
- Kosztolányi-Harag: Édes Anna... Druma Mózesné
- Beaumarchais: Figaro házassága... Marcelina
- Bakonyi Károly, Szirmai Albert, Gábor Andor: Mágnás Miska... Nagymama
- Tasnádi István: Finito... Özv. Vecserák Károlyné
- Márton Gyula: Csinibaba... Aranka néni, frivol mozgalmár, a neje
- Arthur Asher Miller: A salemi boszorkányok... Mrs. Ann Putnam

## Filmográfia
- Zendül az osztály (1975)
- A rossz orvos (1996)
- Zsaruvér és csigavér: A királyné nyakéke (2001)
- Zsaruvér és csigavér 2: Több tonna kámfor (2002)
- Zsaruvér és csigavér 3: A szerencse fia (2008)
- Hazatalálsz (2023)

## Díjai és kitüntetései
- Taps-díj (2013)
- Legjobb női karakter – Thália Vidéki Színházak Fesztiválja (2018)
- Kisfaludy-díj (2022)[9]
- Győri Nemzeti Színház örökös tagja (2024)[10]